# DNA-Computer
Als DNA-, RNA- oder allgemeiner auch Biocomputer werden Computer bezeichnet, die auf der Verwendung der Erbsubstanz Desoxyribonukleinsäure (DNA) oder Ribonukleinsäure (RNA) als Speicher- und Verarbeitungsmedium beruhen. Sie stellen einen Bereich der Bioelektronik dar.
Die Entwicklung von Biocomputern befindet sich noch in der Anfangsphase. Die ersten theoretischen Anstöße, dass Datenverarbeitung auf der Basis biologischer Moleküle möglich sein muss, lieferte der Nobelpreisträger Richard Feynman, Begründer der Nanotechnologie, in einem Vortrag zum Ende der 1950er Jahre.

## Idee
Die Organisation und Komplexität aller Lebewesen basiert auf einer Codierung mit vier verschiedenen Basen im DNA-Molekül. Dadurch stellt die DNA ein Medium dar, das für die Datenverarbeitung perfekt geeignet ist. Nach verschiedenen Berechnungen würde ein DNA-Computer mit einer Flüssigkeitsmenge von einem Liter und darin enthaltenen sechs Gramm DNA eine theoretische Speicherkapazität von 3072 Exabyte ergeben. Auch die theoretisch erreichbare Geschwindigkeit wegen der massiven Parallelität der Berechnungen wäre enorm. Pro Sekunde ergeben sich etwa Tausend Peta-Operationen, während die leistungsfähigsten Computer heute einige zehn Peta-Operationen pro Sekunde erreichen.
Zu Beschreibung von Anwendungsfelder, bei deren Problemlösung Biocomputing herkömmlichem Computing überlegen sein könnte, wird analog zur Quantenüberlegenheit (quantum supremacy) auch der Begriff cellular supremacy („zelluläre Überlegenheit“) verwendet.

## Geschichte
Erste Überlegungen für DNA-Speicher gab es bereits seit den 1960er-Jahren und erste Experimente seit der Jahrtausendwende.
Ursprünglich kam die Idee von Leonard Adleman von der University of Southern California, im Jahr 1994. Adleman bewies in einem Machbarkeitsnachweis, dass man DNA zum Programmieren verwenden kann. Dieser Machbarkeitsnachweis bestand darin, dass er mit Hilfe von DNA eine Etappe des Hamiltonpfadproblems löste. Seit Adlemans erstem Experiment gab es schon große Fortschritte und man konnte beweisen, dass diverse Turingmaschinen produzierbar sind.
Anfänglich lag das Interesse an dieser seinerzeit neuartigen Technologie bei der Lösung von „NP-schweren“ Problemen. Sehr bald fand man jedoch heraus, dass jene Probleme womöglich doch nicht so einfach mit Hilfe von DNA-Computern zu lösen wären und man schlug dementsprechend seither mehrere „Killerapplikationen“ vor, die seine Nützlichkeit bzw. seinen Anwendungsbereich und somit seine Daseinsberechtigung unter Beweis stellen sollten. Im Jahr 1997 schlug der Informatiker Mitsunori Ogihara in Zusammenarbeit mit dem Biologen Animesh Ray eine solche Applikation vor, die ein Beweis für die Anwendbarkeit für Boolesche Funktionen sein sollte, und beschrieben eine mögliche Implementierung.
Im Jahr 2002 haben Wissenschaftler des Weizmann-Institut für Wissenschaften in Rehovot, Israel, einen programmierbaren molekularen Computer gebaut, bestehend aus Enzymen und DNA-Molekülen anstatt Silizium-Chips. Am 28. April 2004 haben Ehud Shapiro, Yaakov Benenson, Binyamin Gil, Uri Ben-Dor und Rivka Adar vom Weizmann-Institut in der Fachzeitschrift Nature bekannt gegeben, dass sie einen DNA-Computer gekoppelt mit einem In- und Outputmodul gebaut haben, welcher in der Lage sein sollte, Krebsaktivitäten in einer Zelle aufzuspüren und bei Auftreten dieser ein Medikament abzugeben.
Im Jahr 2011 kam dem Bioinformatiker Nick Goldman die Idee, Datenmengen in der DNA zu speichern. Zwei Jahre später (Januar 2013) ist es Forschern gelungen, sämtliche Shakespeare-Sonetten und die Rede I Have a Dream von Martin Luther King auf die DNA zu speichern. Mittlerweile wurden auch andere Mediendateien wie PDF, Fotos, Audiodateien und Bitcoins gespeichert.
2012 gelang es Robert Grass und seinen Kollegen eine Kopie des Schweizer Bundesbrief zu speichern und abzurufen.
Im März 2013 haben Wissenschaftler einen biologischen Transistor, „Transcriptor“ genannt, gebaut.
Die Konzerte des Montreux Jazz Festivals sollen im Rahmen des Montreux Jazz Digital Projects auch in DNA-Speichern gesichert werden. Erste Stücke sind Tutu von Miles Davis und Smoke on the Water von Deep Purple. 2018 konnten die Festivalbesucher Ausschnitte aus den beiden Stücken hören.
Die University of Washington forscht zusammen mit Microsoft daran, DNA als Speichermedium zu verwenden. Daten sollen so über Jahrhunderte lesbar bleiben und die Fläche eines Rechenzentrums zur Datenspeicherung auf einen Würfel geschrumpft werden. Daten werden automatisch in künstlichen DNA-Strängen abgelegt und später wieder abgerufen. Die vier Basen Adenin (A), Cytosin (C), Guanin (G) und Thymin (T) werden in einen binären Code von einer Software codiert. Die chemische Fertigung der DNA-Stränge übernimmt eine Synthesemaschine. Beim Abrufen der Daten werden die Basensequenzen der DNA-Stränge in binären Code übersetzt. Allerdings ist die Lesegeschwindigkeit bisher sehr langsam und das Decodieren des Wortes „Hello“ dauert beispielsweise 21 Stunden.
Anfang Juli 2019 gelang es einem DNA-Startup die gesamte englischsprachige Wikipedia mit einer Größe von ca. 16 Gigabyte auf DNA-Strängen zu speichern.

## Techniken
Es gibt mehrere Methoden zum Bau eines DNA-computerartigen Geräts. Jede dieser Methoden hat seine ganz eigenen Vor- und Nachteile. Die meisten bauen die grundlegenden Logikgatter (UND, ODER, NICHT), welche man aus der digitalen Welt und der Booleschen Algebra kennt, auf DNA-Basis. Manche dieser Basen beinhalten DNAzyme, Desoxyoligonukleotide, Enzyme und Polymerase-Kettenreaktionen (PCR).

### Toehold Exchange
DNA-Computer wurden unter anderem mit Hilfe des „toehold exchange concepts“ gebaut. Im Zuge dieses Vorgangs wird ein DNA-Strang an ein Sticky End, auch Toehold genannt, an einem anderen DNA Molekül befestigt. Dadurch kann dann ein anderer Strang ebenso deplatziert werden. Dies erlaubt ihnen modulare Logikkomponenten zu entwickeln, wie zum Beispiel UND, ODER, Nicht-Gatter und Signalverstärker, die mit beliebig großen Computern verbunden werden können. Dieser DNA-Computer benötigt weder Enzyme noch irgendeine der chemischen Eigenschaften der DNA.

## Beispiele
1994 präsentierte Leonard Adleman mit seinem TT-100 den ersten Prototyp eines DNA-Computers in Form eines Reagenzglases mit 100 Mikrolitern DNA-Lösung. Mit Hilfe dieses Gerätes konnte er durch freie Reaktion der DNA einfache mathematische Probleme lösen.
In einem anderen Experiment wurde eine einfache Variante des Problems des Handlungsreisenden mittels eines DNA-Computers gelöst. Zu diesem Zweck wurde für jede zu besuchende Stadt der Aufgabenstellung ein Typ DNA-Fragment erzeugt. Ein solches DNA-Fragment ist zur Bindung an andere solche DNA-Fragmente fähig. Diese DNA-Fragmente wurden tatsächlich hergestellt und im Reagenzglas zusammengemixt. Es entstanden binnen Sekunden aus den kleineren DNA-Fragmenten größere DNA-Fragmente, die verschiedene Reiserouten repräsentierten. Durch eine chemische Reaktion (die Tage dauerte) wurden die DNA-Fragmente, die längere Reiserouten repräsentierten, eliminiert. Übrig blieb die Lösung dieses Problems, die jedoch mit heutigen Mitteln nicht ausgewertet werden kann. Dieses Experiment ist also nicht wirklich anwendungstauglich, jedoch ein Machbarkeitsnachweis.
Forscher wollen in einem weiteren Versuch DNA mit Spuren von Gold leitfähig machen, um diese als Schaltkreis nutzen zu können. Bei der Verwendung als Speichermedium soll die Folge von 0 und 1 jeweils durch zwei der vier Basen Guanin, Adenin, Cytosin und Thymin dargestellt werden.
Aufgrund der besonderen Widerstandsfähigkeit von Deinococcus-radiodurans-Bakterien gegen schädigende Einwirkungen aller Art könnten sie als DNA-Speicher genutzt werden. US-amerikanische Informatiker übersetzten den Text des englischen Kinderliedes It’s a Small World in den genetischen Code und schleusten die entsprechende DNA-Sequenz in das Erbgut der Bakterien ein. Noch nach etwa hundert Bakteriengenerationen ließen sich die Strophen in unveränderter Form mit üblicher Sequenziertechnik wieder auslesen, d. h., die eingebrachte Information wurde stabil abgespeichert und zusätzlich wurde durch die Vermehrung der Bakterien ihre Redundanz erhöht.

## Anwendung
Es wird vorausgesagt, dass DNA-Computer vor allem dort neue Lösungen liefern können sollen, wo sie sich von traditionellen Computern unterscheiden: In der Speicherkapazität und in der Parallelisierung.
Die Realisierung des DNA-Computers scheitert aktuell vor allem an technischen Problemen. Das Ziel der derzeitigen Forschung ist es, ein Hybridsystem zu schaffen, bei dem der DNA-Technologie elektronische Baugruppen vorgeschaltet werden.

## Alternative Technologien
2009 ging IBM eine Partnerschaft mit der CalTech ein, deren Ziel es ist, DNA-Chips zu erschaffen. Eine Arbeitsgruppe der CalTech arbeitet bereits an der Fabrikation der Schaltkreise, die mit Nukleinsäuren betrieben werden. Einer dieser Chips kann ganze Quadratwurzeln berechnen. Des Weiteren wurde schon ein Compiler in Perl geschrieben.

## Vor- und Nachteile
Die Tatsache, dass der DNA-Computer nur sehr langsam Antworten produziert (die Reaktionszeit der DNA wird in Sekunden, Stunden oder sogar Tagen gemessen, anstatt wie sonst üblich in Millisekunden) und daher eine lange Lese- und Schreibgeschwindigkeit haben, wird dadurch kompensiert, dass viele Rechnungen parallel laufen und somit die Komplexität der gestellten Aufgabe nur geringe Auswirkungen auf die Rechendauer hat. Dies erklärt sich dadurch, dass mehrere Millionen oder Milliarden Moleküle gleichzeitig miteinander interagieren. Allerdings ist es bisher weitaus schwieriger die Ergebnisse eines DNA-Computers zu verwerten als die eines Digitalen.
Des Weiteren sind DNA-Computer wenig praxistauglich, da die Speichereinheiten oft sehr klein sind und sich nur kompliziert bearbeiten lassen. Daten können auch schneller durch UV-Strahlung beschädigt werden als bei herkömmlichen Speichern. Als Vorteile werden hingegen eine allgemeine längere Lebenszeit, höhere Speicherkapazität bei weniger Speichergröße („das gesamte Internet auf die Größe eines Schuhkartons passen“), weniger Stromverbrauch und erhöhte Datensicherheit und Schutz vor Hackerangriffen genannt. Auch die hohen Kosten stellen ein Problem dar, so kostet die DNA-Synthese für zwei Megabyte ca. 7.000 US-Dollar und das Auslesen weitere 2.000 oder 40 Cent pro Byte. Bis zu 215 Petabyte sollen auf ein Gramm Erbgut passen.